# Kimberly Breier
Kimberly Breier (Massachusetts, 12 de septiembre de 1972) es una diplomática estadounidense, Subsecretaria de Estado para Asuntos del Hemisferio Occidental desde octubre de 2018 hasta agosto de 2019.

## Biografía

### Primeros años y estudios
Nacida en el estado de Massachusetts, realizó una licenciatura en idioma español en el Middlebury College. Realizó una maestría en estudios latinoamericanos en la facultad de Servicio Exterior de la Universidad de Georgetown.

### Carrera
Entre enero de 2005 y junio de 2006, trabajó en la Casa Blanca en la oficina de asuntos del hemisferio occidental del Consejo de Seguridad Nacional, primero como directora para Brasil y el Cono Sur, y posteriormente como directora para México y Canadá. También fue directora interina para la región andina.
Trabajó en el sector privado y en think tanks. Fue fundadora y directora de la Iniciativa de Futuros México-Estados Unidos, y subdirectora del Programa de las Américas en el Centro de Estudios Estratégicos e Internacionales. Por cinco años fue vicepresidenta de una consultora. Durante diez años fue analista de la Agencia Central de Inteligencia (CIA), como así también gerenta en una empresa de espionaje.
Bajo la administración Trump, desde 2017 integró el equipo de elaboración de políticas para el hemisferio occidental del Departamento de Estado de los Estados Unidos. En marzo de 2018, Donald Trump la postuló como subsecretaria para asuntos del hemisferio occidental, siendo ratificada por el Senado de los Estados Unidos en octubre de ese año. Breier reemplazó en el cargo a Francisco Palmieri, quien se desempeñaba de forma interina desde el inicio del mandato de Trump en enero de 2017. Tras su confirmación en el cargo, a través de Twitter expresó cuáles serían sus prioridades, considerando a los gobiernos de Venezuela y Nicaragua como «corruptos regímenes».